# HMS Carysfort (1914)
HMS Carysfort là một tàu tuần dương hạng nhẹ thuộc lớp tàu tuần dương C của Hải quân Hoàng gia Anh Quốc, và thuộc về lớp phụ Caroline. Carysfort được chế tạo bởi hãng Hawthorn Leslie and Company. Nó được đặt lườn vào ngày 25 tháng 2 năm 1914; hạ thủy vào ngày 14 tháng 11 năm 1914 và đưa ra hoạt động vào tháng 6 năm 1915.
Vào giai đoạn đầu của Chiến tranh thế giới thứ nhất, Carysfort được bố trí làm soái hạm của Phân Hạm đội Khu trục 4 thuộc Hạm đội Grand, nhưng đến năm 1916 nó được điều động về Hải đội Tuần dương nhẹ 5 thuộc Lực lượng Harwich, bảo vệ các con đường tiếp cận từ phía Đông đến eo biển Anh Quốc, nên đã không thể tham gia trận Jutland. Vào năm 1917, nó được phân về Hải đội Tuần dương nhẹ 7 thuộc Hạm đội Grand.
Carysfort đã sống sót qua cuộc chiến tranh, nhưng bị xem là đã lạc hậu trước khi Chiến tranh Thế giới thứ hai nổ ra. Nó được cho kéo đến ụ tàu McLellan vào tháng 10 năm 1931 và bị tháo dỡ.